# Kamieniec Ząbkowicki
Kamieniec Ząbkowicki (em alemão: Kamenz, Camenz) é um município da Polônia, na voivodia da Baixa Silésia, no condado de Ząbkowicki e na comuna urbano-rural de Kamieniec Ząbkowicki. Estende-se por uma área de 12,99 km², com 4 533 habitantes, segundo os censos de 2020, com uma densidade de 349 hab/km².
A cidade tinha direitos municipais já nos anos 1945-1946. Foi-lhe concedido o estatuto de cidade em 1 de janeiro de 2021.
A partir de 1946, após a fusão com a comuna de Goleniów, até 1954, foi a sede da comuna de Kamieniec Ząbkowicki.. 1954–1957 sede da gromada de Kamieniec Ząbkowicki. 1958–1972 um conjunto habitacional separado administrativamente (adicionalmente, de 1968 a 1972, foi a sede da nova gromada de Kamieniec Ząbkowicki). Desde 1973, é a sede da moderna comuna de Kamieniec Ząbkowicki. Nos anos de 1975 a 1998, pertenceu administrativamente à voivodia de Wałbrzych.

## Toponímia
Segundo o professor alemão Heinrich Adamy, o nome vem do polonês - "pedra" (Kamień) e se refere à fundação rochosa do forte da colina. Em seu trabalho com nomes locais na Silésia, publicado em 1888 em Breslávia, ele menciona Kamieniec como o nome mais antigo registrado, dando seu significado a Felsenburg, ou seja, em polonês, Skalne Miasto. A aldeia na forma latina do polonês antigo de Kamencz é observada por Galo Anônimo em sua Kronika escrita nos anos 1112-1116. Em um documento medieval escrito em latim, emitido em Breslávia em 26 de fevereiro de 1253, assinado pelo príncipe da Silésia Henrique III, o Branco, a cidade foi mencionada sob o nome de Cameniz. O nome polonês Kamieniec e o nome alemão Camenz foram mencionados pelo escritor silesiano Józef Lompa em seu livro Krótki rys jeografii Szląska dla nauki początkowej, publicado em Głogówek em 1847.

## Linha do tempo

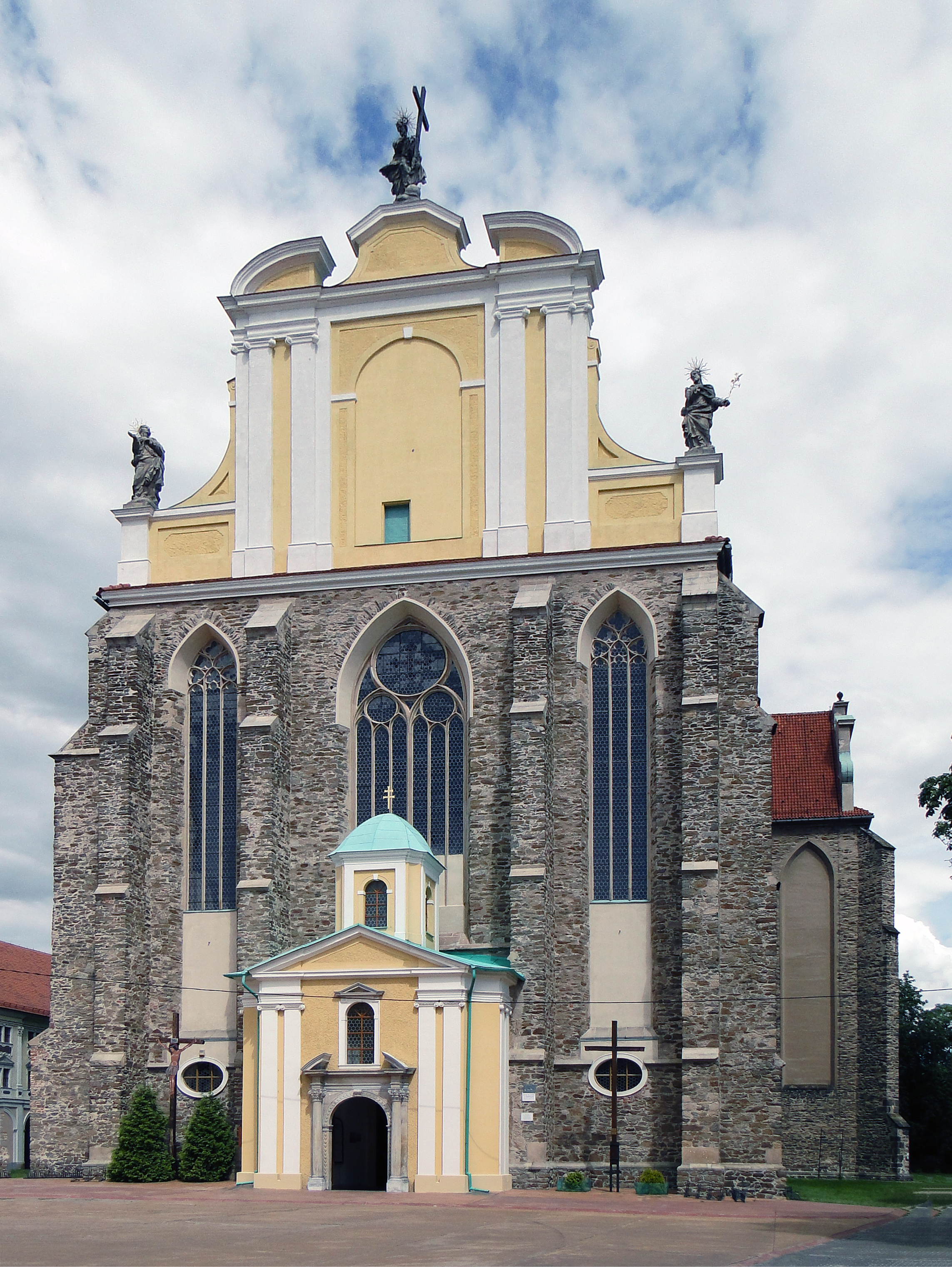
Igreja da Assunção da Bem-Aventurada Virgem Maria

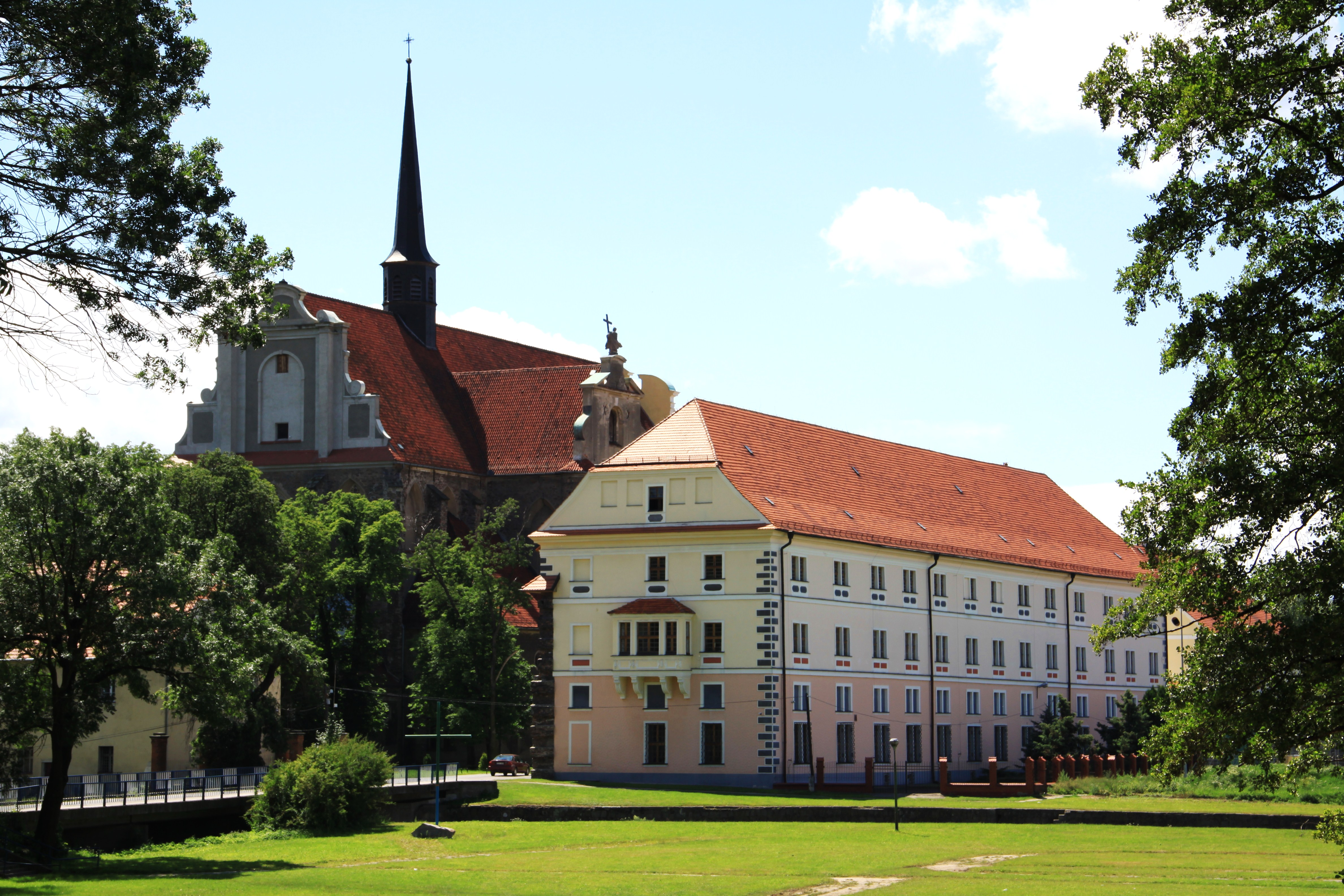
A Casa do Abade, no complexo da abadia cisterciense, atualmente Arquivo do Estado em Breslávia

- 1096: o duque da Boêmia, Bretislau II, ergueu uma fortaleza em Kamieniec a leste da fortaleza polonesa de Bardo, que ele havia destruído
- 1200: a fortaleza e seus arredores pertenciam à famosa família Pogorzel da Silésia - senhores de Pogorzela
- 1210: Pogorzelowie fundou uma abadia em Kamieniec da Ordem de Santo Agostinho; Wincenty de Pogorzela foi o primeiro abade
- 1249: o mosteiro foi tirado dos agostinianos e entregue aos cistercienses de Lubiąż, uma abadia cisterciense independente foi fundada em Kamieniec
- 1350: conversão da igreja e do mosteiro em mosteiro defensivo
- 1425–1428: o mosteiro é destruído e saqueado durante as guerras hussitas
- 1618-1648: destruição adicional durante a Guerra dos Trinta Anos
- 1681-1732: o mosteiro floresce sob o governo dos abades Augustyn Neudeck (1681-1702) e Gerhard Woywoda (1702-1732): o mosteiro e a igreja são totalmente reconstruídos em estilo barroco com uma pintura de Michael Willmann no altar principal
- 1741–1747: durante as guerras da Silésia de Frederico, o Grande, o mosteiro teve que pagar grandes impostos e contribuições; Frederico, o Grande, em 1741 encontrou refúgio no mosteiro, fugindo dos austríacos após uma escaramuça em Brasovice (em alemão: Baumgarten)
- 1784: A aldeia de Camenz (pronuncia-se ka’ments), como era então chamada, tinha 988 habitantes
- 1810: secularização dos mosteiros na Prússia. O mosteiro em Kamieniec tinha então 38 monges e 31 aldeias em sua posse. As coleções de arte e livros foram parcialmente transportadas para Breslávia, parcialmente roubadas, e a igreja do mosteiro se tornou uma igreja paroquial católica. Os monges com o último abade Placidus Hoffmann deixaram Kamieniec
- 1812: a princesa prussiana Frederica Luísa Guilhermina (1774-1837), irmã do rei Frederico Guilherme III, esposa do futuro rei dos Países Baixos, Guilherme I, comprou a propriedade do antigo mosteiro
- 1817: a igreja e o mosteiro foram vítimas de um incêndio; a igreja foi reconstruída em uma forma ligeiramente alterada, apenas uma ala dos edifícios do mosteiro foi salva, a chamada prelazia
- 1830: a propriedade em Kamieniec foi concedida como dote à princesa holandesa e prussiana Mariana de Orange
- 1835: como os restos dos edifícios do antigo mosteiro não eram adequados para uma residência, Mariana e seu marido, o príncipe Alberto da Prússia, encomendaram ao famoso arquiteto Karl Friedrich Schinkel a construção de um palácio monumental no chamado Hertaberg sobre os edifícios da antiga abadia
- 1838: A construção de um palácio neogótico começou e durou até 1872
- 1845: Mariana deixou o marido e mudou-se para a Holanda, mais tarde para a Renânia
- 1849: ao divorciar-se, Mariana legou o palácio a seu único filho Alberto
- 1875: a importância de Kamieniec aumentou com a construção da linha ferroviária Breslávia - Kamieniec - Międzylesie - Praga
- 1876: a linha ferroviária Legnica - Kamieniec - Nysa foi construída, tornando a vila um importante entroncamento de comunicação
- 1906: O príncipe Alberto, filho de Mariana, morreu no palácio em Kamieniec, a propriedade de Kamenz passou para o último proprietário da família Hohenzollern, seu filho mais velho Frederico Henrique
- 1939: a aldeia de Kamenz tinha 2 510 habitantes, as propriedades Hohenzollern cobriam 637 hectares e pagavam um imposto anual de 11 034 marcos; o parque do palácio tinha uma área de 123 hectares
- 1940: o proprietário de Kamieniec, padre Frederico Henrique Hohenzollern, morreu sem filhos; foi herdada pelo neto do imperador e rei da Prússia, Frederico III, Valdemar Hohenzollern (1889–1945)
- 1939-1945: em um orfanato localizado no prédio da Prelazia, as autoridades nazistas cometeram vários assassinatos de crianças com deficiência mental (por injeção de veneno)
- 1945: a aldeia foi incorporada à Polônia; nos anos seguintes, a população anterior foi deslocada para a Alemanha
- 1945-1947: a cidade foi oficialmente chamada de Kamieniec nad Ochną[13]
- 1945-1946: o palácio foi saqueado e incendiado por soldados soviéticos e saqueadores poloneses, a prelazia também permaneceu por muitos anos como uma semirruína e usada como um depósito de grãos
- 1962: 4 662 habitantes
- 1970: 3 884 habitantes
- 1996: aninersário de 900 anos de Kamieniec
- 1997: Dilúvio Catastrófico do Milênio
- 1999: colocação em uso da Escola Primária Boleslau, o Bravo; inauguração de um conjunto habitacional para as vítimas das inundações - Conjunto residencial Bolesław Chrobry
- Década de 1990: a prelazia foi renovada e adaptada como uma filial dos Arquivos do Estado em Breslávia
- 16 de fevereiro de 2018: comissionamento da ponte sobre o rio Nysa Kłodzka após uma longa renovação[14]
- 13 de outubro de 2018: inauguração do mausoléu revalorizado no parque do palácio[15]
- 1 de janeiro de 2021: a cidade recebeu o estatuto de cidade

## Monumentos

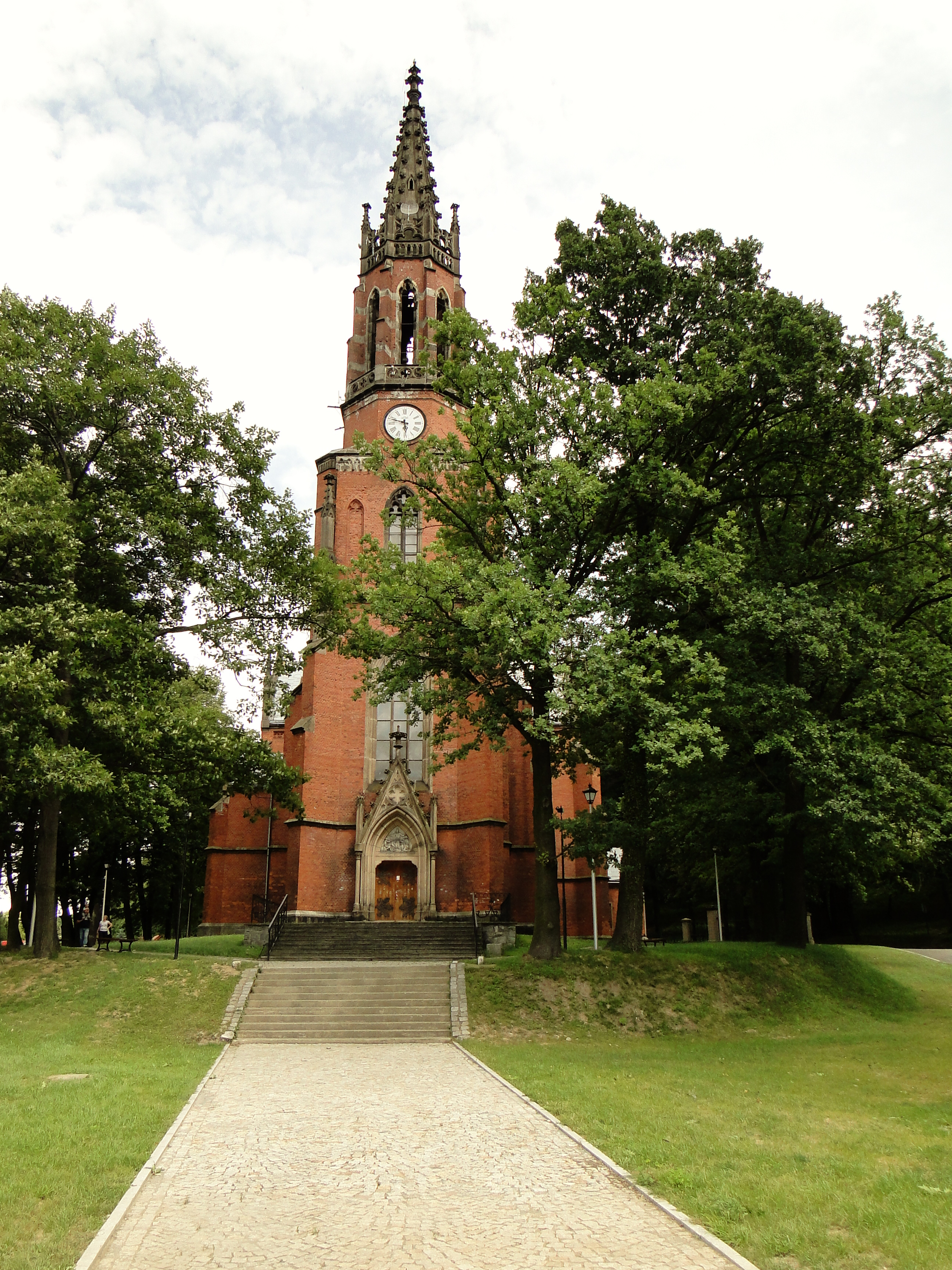
Igreja evangélica, século XIX

De acordo com o registo do Instituto do Patrimônio Nacional, a lista de monumentos inclui:
- Igreja evangélica do século XIX
- Complexo do mosteiro cistercienses dos séculos XIV a XIX:
  - igreja, agora uma paróquia da Assunção da Bem-Aventurada Virgem Maria
  - mosteiro, agora um arquivo
  - celeiro
  - quatro dependências
  - três edifícios agrícolas
  - prédio
  - duas estufas
- Complexo do palácio, da segunda metade do século XIX:
  - palácio - "castelo"[17]
  - duas dependências, um estábulo, uma cocheira
  - jardim do palácio: terraços, escadas, fontes
  - parque com avenida de acesso
  - estação de bombagem e sala da caldeira
- Casa com jardim de 1880

outros:
- Mausoléu Hohenzollern, construído em 1898 no parque perto do castelo de Mariana de Orange; devastado em 1945; em 13 de outubro de 2018, a instalação reconstruída foi inaugurada.[15]

## Religião
A cidade pertence a duas paróquias católicas, Kamieniec I pertence à Paróquia da Assunção da Bem-aventurada Virgem Maria em Kamieniec Ząbkowicki, esta paróquia é a sede do decanato de Kamieniec Ząbkowicki. Kamieniec II (anteriormente Goleniów Śląski) pertence à Paróquia de São João Batista em Starczów.
Existem os seguintes templos na cidade:
- A igreja paroquial da Assunção da Bem-Aventurada Virgem Maria e São Tiago, o Velho
- Capela das Irmãs de Santa Maria da Sagrada Família
- Uma igreja filial da Bem-Aventurada Virgem Maria de Częstochowa
- Igreja Evangélica da Santíssima Trindade (não usada para fins religiosos desde 1945)

Há um cemitério municipal na cidade, um cemitério das Irmãs de Santa Maria e um cemitério evangélico não utilizado.
Desde o século XIX, as irmãs da Congregação das Irmãs da Misericórdia de São Carlos Borromeu estão hospedadas em Kamieniec Ząbkowicki.

## Educação
- Jardim de infância público n.º 1
- Escola Primária Boleslau I, o Bravo
- Escola e jardim de infância Papa João Paulo II